# Вриси
Вриси (также Вериси) — родник в Крыму, на территории большой Алушты, исток балки Пангалос впадающей в море в Профессорском уголке. Расположен на восточном склоне хребта Урага на высоте 523 м над уровнем моря. Название выводят от греческого Вриси — источник, хотя в современном греческом родник называется иначе.
Дебет источника, по сведениям профессора Н. А. Головкинского, опубликованным в работе «Источники Чатырдага и Бабугана» 1893 года, составлял 20298 вёдер в сутки (около 2,9 л/сек).

В путеводителе Николая Головкинского 1894 года отмечается, что ещё при строительстве южнобережного шоссе (то есть до 1837 года) в земле были найдены керамические водопроводные трубы, по которым некогда вода из источника Вериси (или Вриси) проводилась в средневековую (X—XIII века) крепость на горе Кастель. Родник упоминается в одном из первых советских путеводителей 1927 года «Крым. Путеводитель» 
Через полчаса от начала дороги, у источника Вриси, проезжаем мимо первой казенной лесной казармы, находящейся в нескольких метрах от дороги влево, на высоте около 500 метров над у. м..
 В современных документах Ялтинской инженерно-геологической и гидрологической партии родник значится под № 120/241, оборудован бетонным каптажом (домик-будка), вода по трубе уходит к водопользователям Алуштинского района.